# Hamilton Township (comté de Caldwell, Missouri)
Hamilton Township est un township du comté de Caldwell dans le Missouri, aux États-Unis,. En 2000, sa population s'élève à 2 362 habitants. Le township est fondé en 1867.